# Liste des métropoles de Caroline du Nord
Cet article donne une Liste des métropoles de Caroline du Nord aux États-Unis.
Une région (ou aire) métropolitaine aux États-Unis se définit par une approche fonctionnelle et non comme en Europe par une approche historique. Elle consiste en un noyau de comtés urbanisés auquel sont rattachés d'autres comtés contigus sur des critères basés sur le degré d'intégration économique et social (la région métropolitaine prend le nom de la ou des villes les plus importantes incluses dans ce noyau).
| Rang | Métropole                                    | Population 2014 estimé | Aires concernées |
| ---- | -------------------------------------------- | ---------------------- | --- |
| 1    | Aire métropolitaine de Charlotte (Metrolina) | 2 511 577              | en Caroline du Nord : les comtés de Mecklenburg, d'Union, de Gaston, de Cabarrus, d'Iredell, de Rowan, de Cleveland, de Lincoln, de Stanly et d'Anson en Caroline du Sud : les comtés d'York, de Lancaster, de Cesterfield, et de Chester |
| 2    | Raleigh-Durham                               | 2 132 523              | en Caroline du Nord : les comtés de Chatham, de Durham, de Franklin, de Granville, de Harnett, de Johnston, de Lee, de Nash, d'Orange, de Person, de Vance, et de Wake                                                                    |
| 3    | Greensboro–Winston-Salem–High Point          | 1 611 243              | en Caroline du Nord : les comtés d'Alamance, de Davidson, de Davie, de Forsyth, de Guilford, de Randolph, de Rokingham, de Stokes, de Surry, et de Yadkin                                                                                 |
| 4    | Aire métropolitaine d'Asheville              | 424 858                | en Caroline du Nord : les comtés de Buncombe, de Haywood, de Henderson et de Madison |
| 5    | Hickory-Lenoir-Morganton                     | 341 851                | en Caroline du Nord : les comtés de Alexander, de Burke, de Caldwell et de Catawba |
| 6    | Aire métropolitaine de Fayetteville          | 336 609                | en Caroline du Nord : les comtés Cumberland, et de Hoke |
| 7    | Aire métropolitaine de Wilmington            | 263 429                | en Caroline du Nord : les comtés de New Hanover et de Pender |
| 8    | Aire métropolitaine de Jacksonville          | 183 263                | en Caroline du Nord : le comté d'Onslow |
| 9    | Aire métropolitaine de Greenville            | 172 554                | en Caroline du Nord : le comté de Pitt |
| 10   | Aire métropolitaine de Rocky Mount           | 151 662                | en Caroline du Nord : les comtés d'Edgecombe et de Nash |